# بوق (أسيوط)
قرية بوق هي إحدى القرى التابعة لمركز القوصية في محافظة أسيوط في جمهورية مصر العربية. حسب إحصاءات سنة 2006، بلغ إجمالي السكان في بوق 10438 نسمة، منهم 5147 رجل و5291 امرأة.
بها عائلة أل هريدي .
المرحوم محمد ابوزيد عبدالجليل من اعيان البلد . 
والمرحوم ابراهيم احمد هريدي.  من اعيان البلد . 